# Liste der Straßen in Hamburg-Sülldorf

Lage von Sülldorf in Hamburg und im Bezirk Altona (hellrot)

Die Liste der Straßen in Hamburg-Sülldorf ist eine Übersicht der im Hamburger Stadtteil Sülldorf vorhandenen Straßen. Sie ist Teil der Liste der Verkehrsflächen in Hamburg.

## Überblick
In Sülldorf (Ortsteilnummer 226) leben 9387 Einwohner (Stand: 31. Dezember 2023) auf 5,7 km². Sülldorf liegt in den Postleitzahlenbereichen 22587 und 22589.
In Sülldorf gibt es 57 benannte Verkehrsflächen. Südlich der Sülldorfer Landstraße findet sich eine Motivgruppe mit Wiesenpflanzen:
 Ehrenpreisstieg, Hahnenfußweg, Hirtentäschelweg, Leimkrautweg, Luzerneweg, Rotkleeweg, Sternmoosweg und Weißkleeweg.

## Übersicht der Straßen
Die nachfolgende Tabelle gibt eine Übersicht über alle benannten Verkehrsflächen im Stadtteil sowie einige dazugehörige Informationen. Im Einzelnen sind dies:
- Name/Lage: aktuelle Bezeichnung der Straße. Über den Link (Lage) kann die Straße auf verschiedenen Kartendiensten angezeigt werden. Die Geoposition gibt dabei ungefähr die Mitte an. Bei längeren Straßen, die durch zwei oder mehr Stadtteile führen, kann es daher sein, dass die Koordinate in einem anderen Stadtteil liegt.
- Straßenschlüssel: amtlicher Straßenschlüssel, bestehend aus einem Buchstaben (Anfangsbuchstabe der Straße) und einer dreistelligen Nummer.
- Länge/Maße in Metern:
Hinweis: Die in der Übersicht enthaltenen Längenangaben sind nach mathematischen Regeln auf- oder abgerundete Übersichtswerte, die im Digitalen Atlas Nord[1] mit dem dortigen Maßstab ermittelt wurden. Sie dienen eher Vergleichszwecken und werden, sofern amtliche Werte bekannt sind, ausgetauscht und gesondert gekennzeichnet.
Bei Plätzen sind die Maße in der Form a × b bei rechteckigen Anlagen oder a × b × c bei dreiecksförmigen Anlagen mit a als längster Kante dargestellt.
Der Zusatz (im Stadtteil) gibt an, wie lang die Straße innerhalb des Stadtteils ist, sofern sie durch mehrere Stadtteile verläuft.
- Namensherkunft: Ursprung oder Bezug des Namens.
- Datum der Benennung: Jahr der offiziellen Benennung oder der Ersterwähnung eines Namens, bei Unsicherheiten auch die Angabe eines Zeitraums.
- Anmerkungen: Weitere Informationen bezüglich anliegender Institutionen, der Geschichte der Straße, historischer Bezeichnungen, Baudenkmale usw.
- Bild: Foto der Straße oder eines anliegenden Objektes.

| Name/Lage                    | Straßen- schlüssel | Länge/Maße (in Metern) | Namensherkunft                                                                     | Datum der Benennung | Anmerkungen | Bild                  |
| ---------------------------- | ------------------ | ---------------------- | ---------------------------------------------------------------------------------- | ------------------- | --- | --------------------- |
| Am Sorgfeld (Lage)           | A335               | 0805                   | nach einer Flurbezeichnung                                                         | 1928                | Aus dem ursprünglichen „Süllfeld“ wurde volkstümlich „Sorgfeld“ („Sargfeld“) wegen der zahlreichen Hünengräber. | Am Sorgfeld           |
| Am Waldpark (Lage)           | A683               | 0425                   | nach der Lage am Waldpark                                                          | 1999                | | Am Waldpark           |
| Anne-Frank-Straße (Lage)     | A638               | 0305 (im Stadtteil)    | Anne Frank (1929–1945), Opfer des Nationalsozialismus                              | 1986                | nur nördliche Straßenhälfte zwischen Rissener Landstraße und Marienhöhe in Sülldorf, sonst in Blankenese | Anne-Frank-Straße     |
| Baumweg (Lage)               | B112               | 0335                   | nach dem dort vorhandenen Baumbestand                                              | 1928                | | Baumweg               |
| Blutbuchenweg (Lage)         | B418               | 0245                   | nach dem gleichnamigen Baum                                                        | 1949                | | Blutbuchenweg         |
| Blütenweg (Lage)             | B411               | 0325                   | frei gewählter Name                                                                | 1928                | | Blütenweg             |
| Bramweg (Lage)               | B549               | 0460                   | nach einer anderen Bezeichnung für den Ginster                                     | 1971                | | Bramweg               |
| Bullnwisch (Lage)            | B700               | 1005                   | nach einer Flurbezeichnung                                                         | 1928                | niederdeutsch Bullnwisch = Bullenwiese | Bullnwisch            |
| Driftstücken (Lage)          | D250               | 0060                   | nach einer Flurbezeichnung                                                         | 1971                | | Driftstücken          |
| Ehrenpreisstieg (Lage)       | E048               | 0370                   | nach der gleichnamigen Pflanze                                                     | 1953                | Motivgruppe „Wiesenpflanzen“ | Ehrenpreisstieg       |
| Eichengrund (Lage)           | E311               | 0145 (im Stadtteil)    | nach dem dortigen Baumbestand                                                      | 1986                | nur westliche Straßenhälfte zwischen Am Sorgfeld und Einmündung Siebenbuchen in Sülldorf, ansonsten in Blankenese | Eichengrund           |
| Ellernholt (Lage)            | E158               | 1095                   | nach einer Flurbezeichnung                                                         | 1928                | niederdeutsch Ellernholt = Erlenholz | Ellernholt            |
| Feldweg 63 (Lage)            | F072               | 0720                   |                                                                                    |                     | Mit Nummern versehene Feldwege wurden als Orientierungshilfe vom Bau- und Vermessungsamt vergeben und sollen sukzessive Straßennamen erhalten. | Feldweg 63            |
| Feldweg 64 (Lage)            | F073               | 0420                   |                                                                                    |                     | Mit Nummern versehene Feldwege wurden als Orientierungshilfe vom Bau- und Vermessungsamt vergeben und sollen sukzessive Straßennamen erhalten. | Feldweg 64            |
| Feldweg 65 (Lage)            | F074               | 2290                   |                                                                                    |                     | Mit Nummern versehene Feldwege wurden als Orientierungshilfe vom Bau- und Vermessungsamt vergeben und sollen sukzessive Straßennamen erhalten. | Feldweg 65            |
| Forsteck (Lage)              | F187               | 0190                   | frei gewählter Name                                                                | 1949                | | Forsteck              |
| Fruchtweg (Lage)             | F256               | 0390                   | frei gewählter Name                                                                | 1928                | | Fruchtweg             |
| Fuhlendorfweg (Lage)         | F273               | 0445                   | Caspar Hinrich Fuhlendorf (1844–1903), Lehrer in Sülldorf                          | 1953                | Fuhlendorf legte mit seinen Schülern einen eiszeitlichen Urnenfriedhof frei. | Fuhlendorfweg         |
| Hahnenfußweg (Lage)          | H043               | 0240                   | nach der gleichnamigen Pflanze                                                     | 1953                | Motivgruppe „Wiesenpflanzen“ | Hahnenfußweg          |
| Hasenhöhe (Lage)             | H171               | 0230 (im Stadtteil)    | nach einer Flurbezeichnung                                                         | 1928/29             | nördlich des S-Bahnhofs Iserbrook in Iserbrook, südlich davon bis Strohredder in Sülldorf, im weiteren Verlauf in Blankenese, abgesehen von einem ca. 30 Meter langen Teilstück zwischen den beiden S-Bahn-Brücken südlich der Einmündung der Straße Am Klingenberg, das erneut auf Iserbrooker Gebiet liegt | Hasenhöhe             |
| Heerhof (Lage)               | H222               | 0065                   | nach einer Flurbezeichnung                                                         | 1928                | | Heerhof               |
| Heidhofsweg (Lage)           | H252               | 0480                   | nach dem Heidhof, dem ursprünglichen Namen des Gutshofs Marienhöhe                 | 1928                | | Heidhofsweg           |
| Heidrehmen (Lage)            | H262               | 0525                   | nach einer Flurbezeichnung, die ein mit Heide bewachsenes Gebiet meint             | 1946                | | Heidrehmen            |
| Hempbarg (Lage)              | H343               | 0470                   | nach einer Flurbezeichnung (Hanfberg)                                              | 1928                | | Hempbarg              |
| Hirtentäschelweg (Lage)      | H473               | 0090                   | nach der gleichnamigen Pflanze                                                     | 1954                | Motivgruppe „Wiesenpflanzen“ | Hirtentäschelweg      |
| Iserbrooker Weg (Lage)       | I108               | 0950                   | Hamburger Stadtteil Iserbrook                                                      | 1928                | östliche Straßenhälfte in Iserbrook | Iserbrooker Weg       |
| Kamerstücken (Lage)          | K528               | 0425                   | nach einer Flurbezeichnung aus dem 18. Jahrhundert                                 | 1968                | | Kamerstücken          |
| Kapitän-Dreyer-Weg (Lage)    | K067               | 0100 (im Stadtteil)    | Theodor Dreyer (1874–1930), Kapitän                                                | 1949                | nur östliche Straßenhälfte zwischen Siebenbuchen und Strohredder, sonst komplett in Blankenese | Kapitän-Dreyer-Weg    |
| Klobbenheeg (Lage)           | K529               | 0080                   | nach einem Flurnamen, der ein kleines Gehölz mit Baumstümpfen bezeichnet           | 1968                | | Klobbenheeg           |
| Knospenweg (Lage)            | K301               | 0210                   | nach dem gleichnamigen Blütenstand                                                 | 1931                | | Knospenweg            |
| Krautstücken (Lage)          | K410               | 0205                   | frei gewählter Name                                                                | 1946                | | Krautstücken          |
| Lehmkuhlenweg (Lage)         | L109               | 0750 (im Stadtteil)    | nach dem Flurnamen Lehmerkamp                                                      | 1928                | westlicher Teil in Rissen | Lehmkuhlenweg         |
| Leimkrautweg (Lage)          | L372               | 0130                   | nach der gleichnamigen Pflanze                                                     | 1985                | Motivgruppe „Wiesenpflanzen“ | Leimkrautweg          |
| Luzerneweg (Lage)            | L326               | 0340                   | nach der gleichnamigen Pflanze                                                     | 1953                | Motivgruppe „Wiesenpflanzen“ | Luzerneweg            |
| Marienhöhe (Lage)            | M047               | 0140 (im Stadtteil)    | nach dem ehemaligen, dort gelegenen Gut Marienhöh                                  | 1928                | nur westliche Straßenhälfte ab Anne-Frank-Straße in nördlicher Richtung in Sülldorf, sonst in Blankenese | Marienhöhe            |
| Mestorfweg (Lage)            | M168               | 0150                   | Johanna Mestorf (1828–1909), Archäologin                                           | 1953                | | Mestorfweg            |
| Ohlnhof (Lage)               | O062               | 0150                   | nach dem Flurnamen Ohlenkamp                                                       | 1928                | | Ohlnhof               |
| Op'n Hainholt (Lage)         | O103               | 1050                   | nach einer Flurbezeichnung                                                         | 1928                | Der Hainholt war eine traditionelle heidnische Opferstätte. | Op'n Hainholt         |
| Osterfeld (Lage)             | O225               | 0175                   | nach einer Flurbezeichnung                                                         | 2016                | | Osterfeld             |
| Pilzgrube (Lage)             | P119               | 0150                   | frei gewählter Name                                                                | 1946                | | Pilzgrube             |
| Ramckeweg (Lage)             | R039               | 0235                   | Johann Hinrich Ramcke (1838–1932), Bauer in Sülldorf                               | 1952                | | Ramckeweg             |
| Rissener Landstraße (Lage)   | R208               | 0550 (im Stadtteil)    | Hamburger Stadtteil Rissen                                                         | 1929                | nur nordwestliche Straßenhälfte zwischen Hausnummer 131 und Anne-Frank-Straße in Sülldorf, westlich von Haus 131 in Rissen, östlich der Anne-Frank-Straße in Blankenese | Rissener Landstraße   |
| Rotkleeweg (Lage)            | R324               | 0220                   | nach der gleichnamigen Pflanze                                                     | 1953                | Motivgruppe „Wiesenpflanzen“ | Rotkleeweg            |
| Schlankweg (Lage)            | S186               | 1245                   | nach einer Flurbezeichnung                                                         | 1928                | Das Wort „Schlank“ bezeichnet eine Wiese zwischen zwei Gräben. | Schlankweg            |
| Siebenbuchen (Lage)          | S420               | 0805                   | nach einer Buche mit sieben Stämmen aus einer Wurzel                               | 1928/1949           | südliche Straßenhälfte zwischen Eichengrund und Kapitän-Dreyer-Weg in Blankenese | Siebenbuchen          |
| Sieversstücken (Lage)        | S443               | 0260                   | nach einer Flurbezeichnung                                                         | 1929                | ab Sülldorfer Landstraße ca. 50 Meter nördlich komplett in Sülldorf, auf weiteren ca. 200 Metern nur die nordwestliche Straßenhälfte, die südwestliche Hälfte liegt ebenso wie der weitere westliche Teil in Rissen                                                                                          | Sieversstücken        |
| Spliethweg (Lage)            | S550               | 0120                   | Wilhelm Splieth (1862–1901), Prähistoriker                                         | 1954                | | Spliethweg            |
| Sternmoosweg (Lage)          | S914               | 0165                   | nach der gleichnamigen Pflanze                                                     | 1987                | Motivgruppe „Wiesenpflanzen“ | Sternmoosweg          |
| Strohredder (Lage)           | S748               | 0195                   | frei gewählter Name                                                                | 1954                | südliche Straßenhälfte in Blankenese | Strohredder           |
| Sülldorfer Heideweg (Lage)   | S795               | 0475                   | nach der Funktion in die Rissener Heide führend                                    | 1928                | | Sülldorfer Heideweg   |
| Sülldorfer Kirchenweg (Lage) | S796               | 1800 (im Stadtteil)    | nach der Funktion zur Blankeneser Kirche führend                                   | 1949                | südlich der Straße Siebenbuchen in Blankenese | Sülldorfer Kirchenweg |
| Sülldorfer Knick (Lage)      | S797               | 0905                   | nach der Lage im Stadtteil                                                         | 1949                | | Sülldorfer Knick      |
| Sülldorfer Landstraße (Lage) | S798               | 2070 (im Stadtteil)    | nach der Lage im Stadtteil                                                         | 1928                | östlich der Bahnbrücke in Iserbrook, ab Mitte des Waldparks Marienhöhe in Rissen | Sülldorfer Landstraße |
| Sülldorfer Mühlenweg (Lage)  | S799               | 1105 (im Stadtteil)    | nach der Funktion zur ehemaligen Schierenholter Windmühle (in Dockenhuden) führend | 1928                | südlich der Anne-Frank-Straße in Blankenese | Sülldorfer Mühlenweg  |
| Weißkleeweg (Lage)           | W155               | 0160                   | nach der gleichnamigen Pflanze                                                     | 1954                | Motivgruppe „Wiesenpflanzen“ | Weißkleeweg           |
| Wittland (Lage)              | W350               | 0705                   | nach einer ortsüblichen Bezeichnung                                                | 1957                | | Wittland              |
| Wüstland (Lage)              | W408               | 0315                   | nach wüst gelegenem Land                                                           | 1949                | | Wüstland              |